# Mariene ecoregio Noordelijk en Oostelijk IJsland
De Mariene ecoregio Noordelijk en Oostelijk IJsland (2) (Engels: North and East Iceland marine ecoregion) is een biogeografische regio en ligt in de overgang van de Noordelijke IJszee naar de Noord-Atlantische Oceaan in het Marien rijk Arctica. De mariene ecoregio is vastgesteld door het World Wide Fund for Nature en The Nature Conservancy en is vernoemd naar IJsland.
In het westen grenst het gebied aan de mariene ecoregio Oostelijk Groenlands Plat (3) en in het zuiden aan de mariene ecoregio Zuidelijk en Westelijk IJsland (20).

## Geografie
De mariene ecoregio ligt in de overgang van de Noordelijke IJszee naar de Noord-Atlantische Oceaan voor de noordkust van IJsland in de IJslandzee en de Groenlandzee en rond het eiland Jan Mayen van Noorwegen en bestaat uit twee gebieden. Het noordelijke gebied ligt rond Jan Mayen. Het zuidelijke gebied strekt zich uit van de kust ten oosten van de Vatnajökull via het noorden tot aan het noordwesten van het schiereiland Melrakkaslétta.
Door het gebied stroomt de Oost-IJslandstroom.

## Biogeografie
Het gebied kent zeeleven dat houdt van arctische temperaturen.